# Mitsubishi Aluminum
La Mitsubishi Aluminum Co., Ltd. (三菱アルミニウム株式会社 Mitsubishi Aruminiumu Kabushiki-gaisha?) è un'azienda giapponese che produce beni di alluminio. È una delle aziende di spicco del gruppo Mitsubishi. Fondata nel 1962, produce oggetti in alluminio ed in lega di alluminio.